# Làmpada d'arc

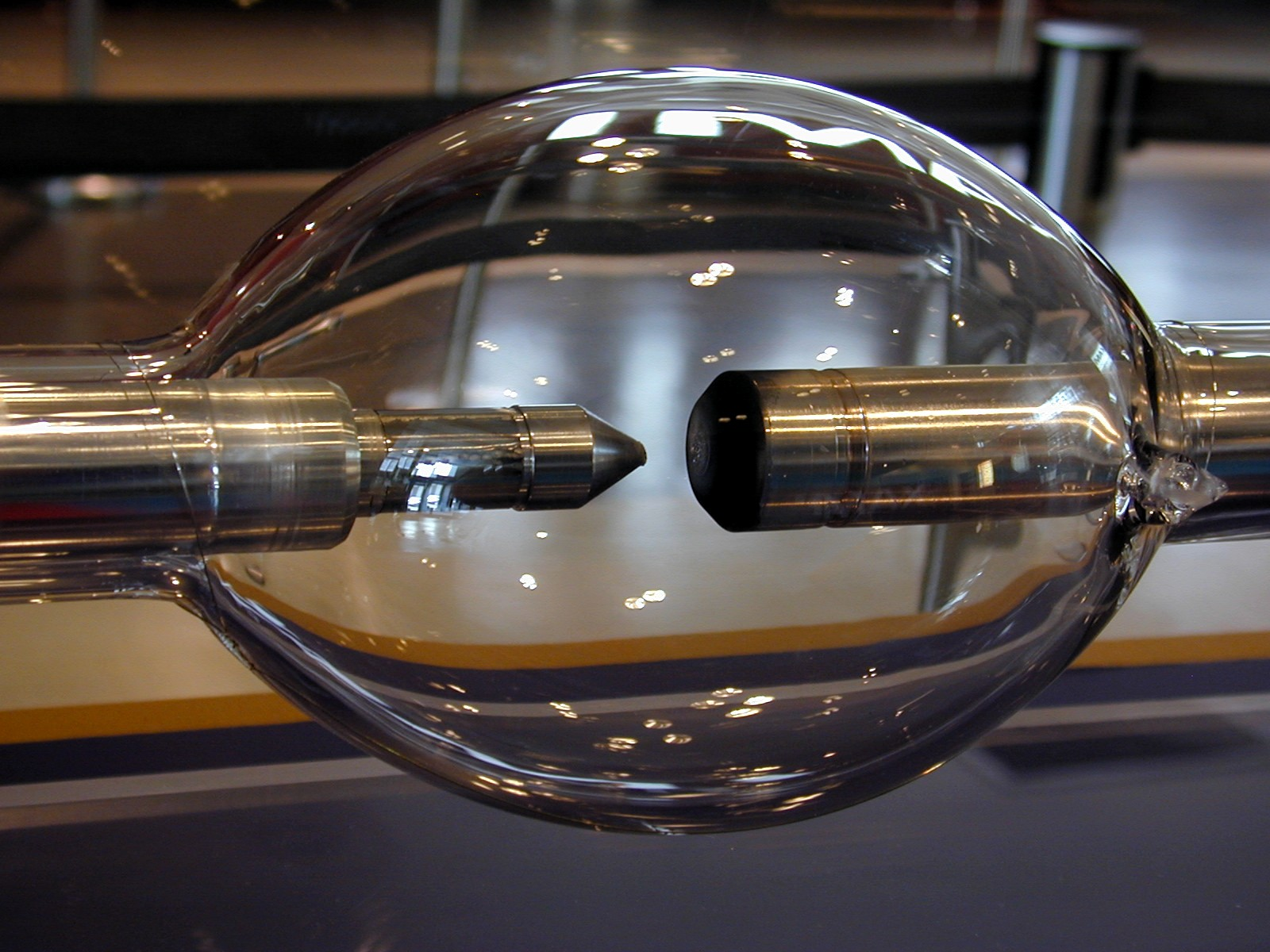
La làmpada d'arc curt de xenó de 15 kW usada en el sistema de projecció IMAX.

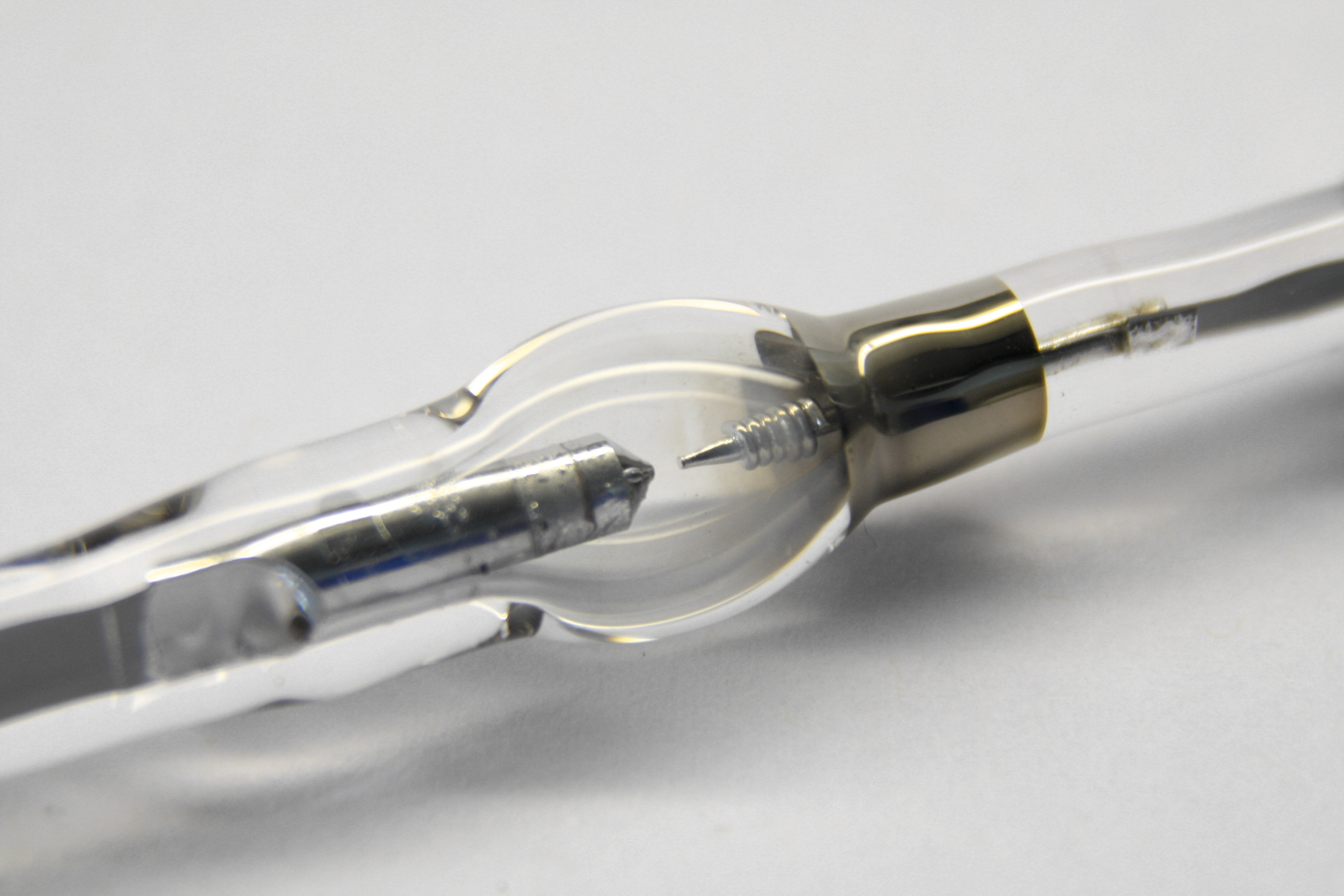
Una làmpada d' arc de mercuri d'un microscopi de fluorescència

Una làmpada d'arc o llum d'arc és una làmpada que produeix a partir d'un arc elèctric (també anomenat arc voltaic). La llum d'arc de carboni, que consisteix en un arc entre elèctrodes de carboni a l'aire, inventada per Humphry Davy a la primera dècada del 1800, va ser la primera llum elèctrica pràctica. Va ser àmpliament utilitzada a partir de la dècada de 1870 per a la il·luminació de carrers i grans edificis fins que va ser substituïda per la llum incandescent a principis del segle xx. Va continuar en ús amb aplicacions més especialitzades en que es necessitava una font de llum puntual d'alta intensitat, com ara reflectors i projectors de cinema fins després de la Segona Guerra Mundial. La làmpada d'arc de carboni està actualment obsoleta en la majoria d'aquests propòsits, però encara s'utilitza com a font de llum ultraviolada d'alta intensitat.
El terme s'utilitza ara per a les làmpades de descàrrega de gas, que produeixen llum a partir d'un arc entre elèctrodes metàl·lics a través d'un gas inert en una bombeta de vidre. La làmpada fluorescent comuna és una làmpada d'arc de mercuri de baixa pressió. La làmpada d'arc de xenó, que produeix una llum blanca d'alta intensitat, ara s'utilitza en moltes de les aplicacions que antigament utilitzaven l'arc de carboni, com ara projectors de cinema i projectors.

## Funcionament
Un arc és la descàrrega que es produeix quan un gas és ionitzat. Una alta tensió és polsada a través de la làmpada per "encendre" o "colpejar" l'arc, després de la qual cosa es pot mantenir la descàrrega a una tensió més baixa. El "cop" requereix un circuit elèctric amb un encenedor i un llast. El llast es cableja en sèrie amb la làmpada i compleix dues funcions: 
Primer, quan s'encén l'alimentació, l'encenedor (que es connecta paral·lelament a la làmpada) configura un petit corrent a través del llast i l'encenedor. Això crea un petit camp magnètic dins dels bobinats de llast. Un moment després, l'encenedor interromp el flux de corrent des del llast, que té una alta inductància i, per tant, intenta mantenir el flux de corrent (el llast s'oposa a qualsevol canvi de corrent a través seu); no pot, ja que ja no hi ha un "circuit". Com a resultat, un alt voltatge apareix a través del llast momentàniament, al qual està connectada la làmpada; per tant, la làmpada rep a través d'ella aquesta alta tensió que "colpeja" l'arc dins del tub/làmpada. El circuit repetirà aquesta acció fins que la làmpada estigui prou ionitzada com per sostenir l'arc.
Quan la làmpada sosté l'arc, el llast realitza la seva segona funció: limitar el corrent al necessari per a fer funcionar la làmpada. La làmpada, el llast i l'encenedor es corresponen entre si; aquestes peces s'han de substituir amb la mateixa qualificació que el component fallit o la làmpada no funcionarà.
El color de la llum emesa per la làmpada canvia a mesura que canvien les seves característiques elèctriques per la temperatura i el temps. El llamp és un principi similar on l'atmosfera queda ionitzada per l'alta diferència de potencial (tensió) entre la terra i els núvols de tempesta.

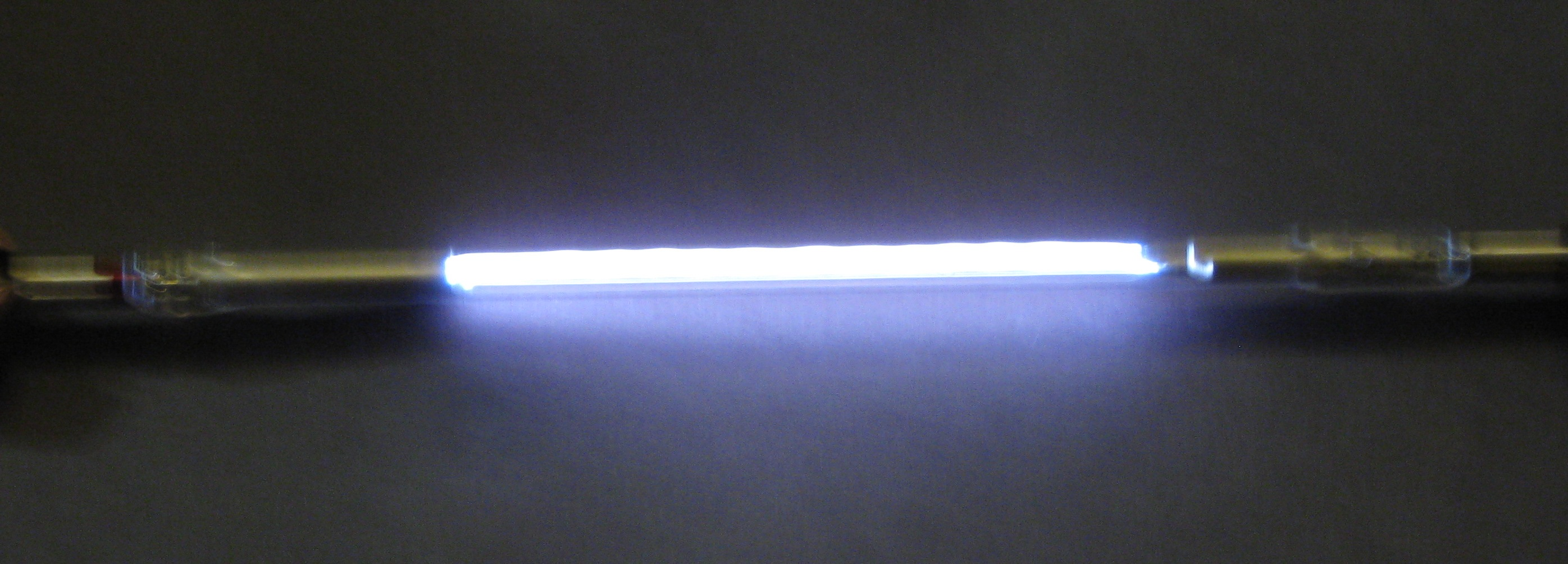
Una làmpada d'arc de criptó en funcionament.

La temperatura de l'arc en una làmpada d'arc pot arribar a diversos milers de graus centígrads. L'envoltori de vidre exterior pot arribar a 500 graus centígrads, per tant, abans de ficar-hi un cal assegurar-se que la bombeta s'ha refredat prou com per poder-la suportar. Sovint, si aquest tipus de làmpades s'apaguen o perden l'alimentació, no es pot tornar a restringir la làmpada durant diversos minuts (anomenades làmpades de refrigeració en fred). Tot i això, algunes làmpades (principalment fluorescents o làmpades d'estalvi d'energia) es poden reencendre tan bon punt s'apaguen (anomenades làmpades de reinici en calent).
La làmpada d'arc de plasma de paret d'aigua de Vortek, inventada el 1975 per David Camm i Roy Nodwell a la Universitat de Colúmbia Britànica, Vancouver, Canadà, va aparèixer al Guinness Book of World Records el 1986 i el 1993 com la font de llum més potent que es crema contínuament a més de 300 kW o la potència de 1'2 milions d'espelmes.

## Làmpada d'arc de carboni

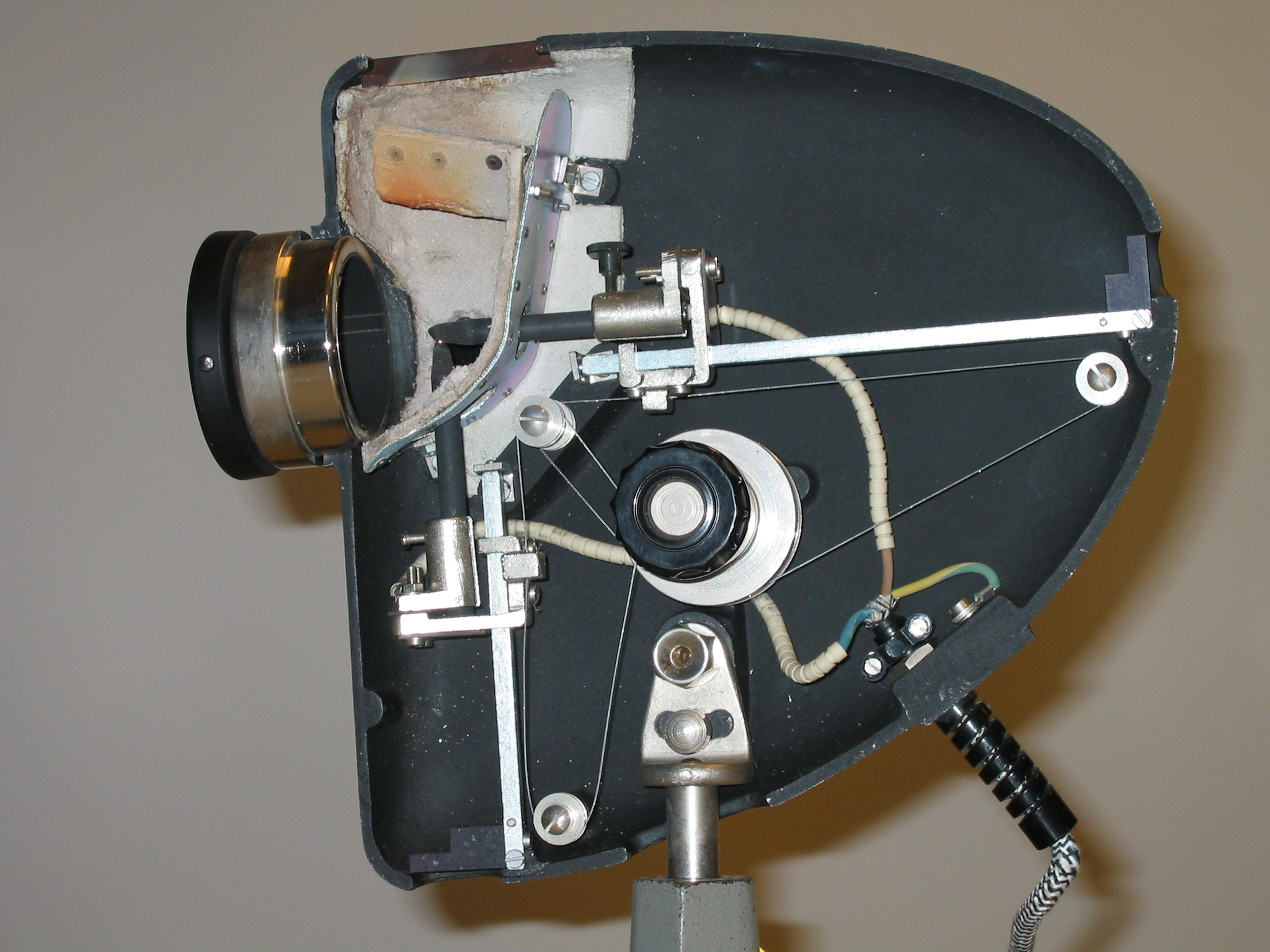
Una làmpada d'arc de carboni, coberta retirada, al punt d'encesa. Aquest model requereix un ajustament manual dels elèctrodes.

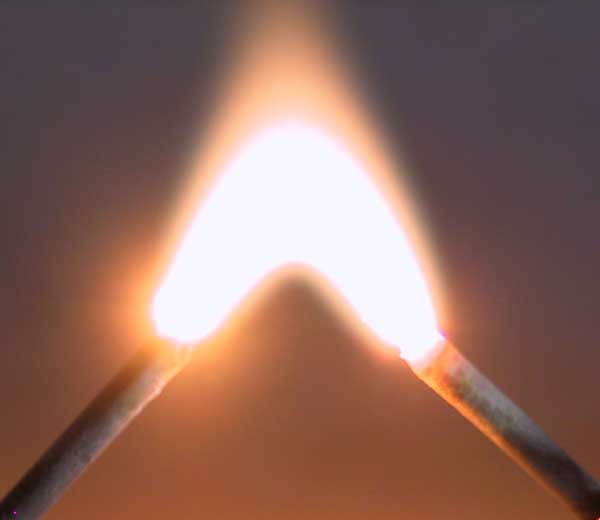
Un arc elèctric que demostra l'efecte "arc".

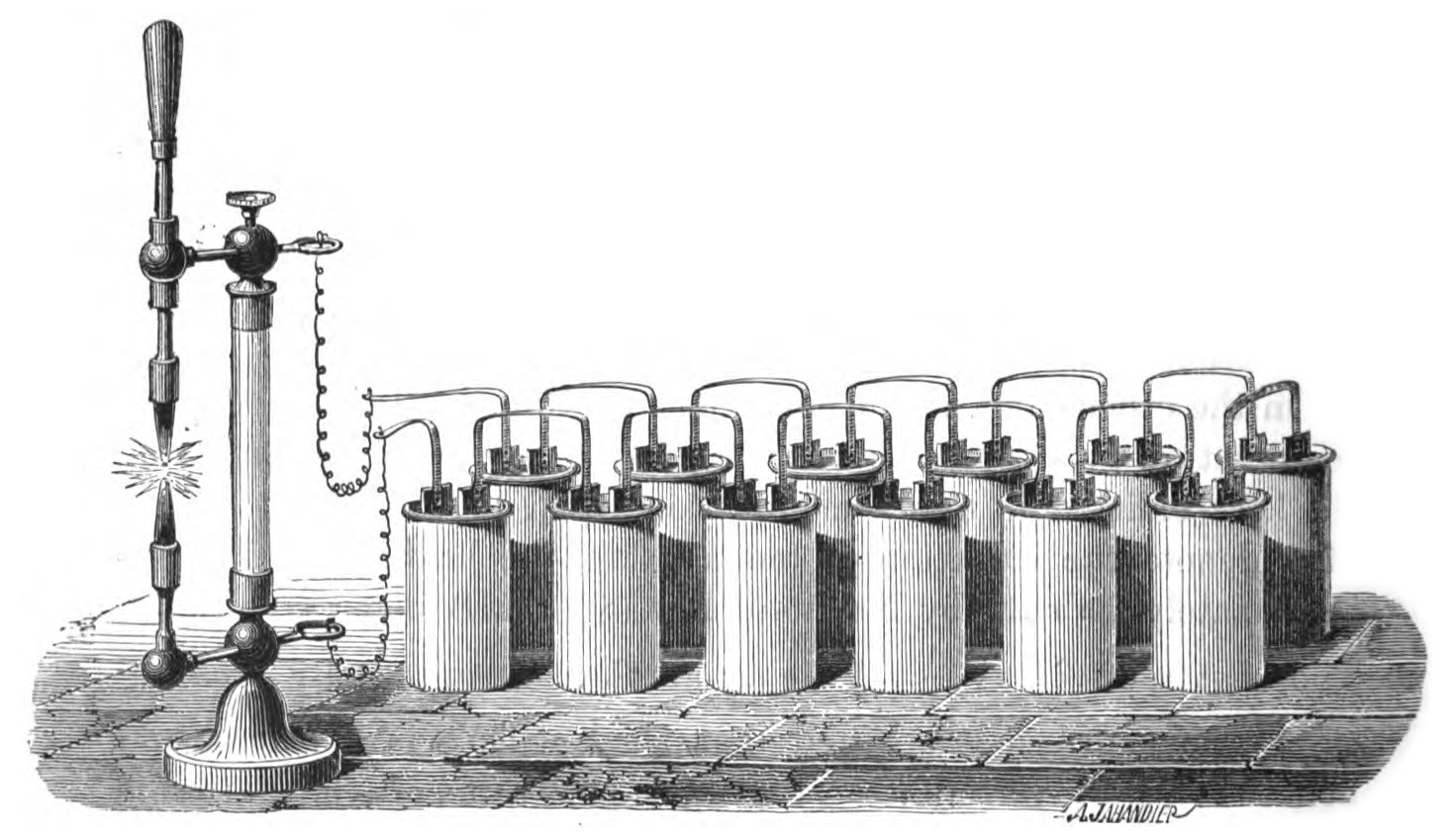
Primera llum experimental d'arc de carboni alimentada per bateries líquides, similar a la de Davy.

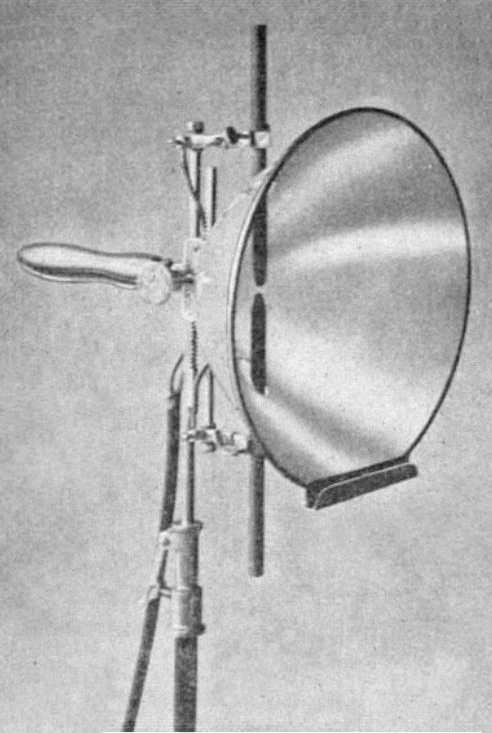
Làmpada d'arc de carboni mèdic usada per tractar afeccions de la pell, 1909.

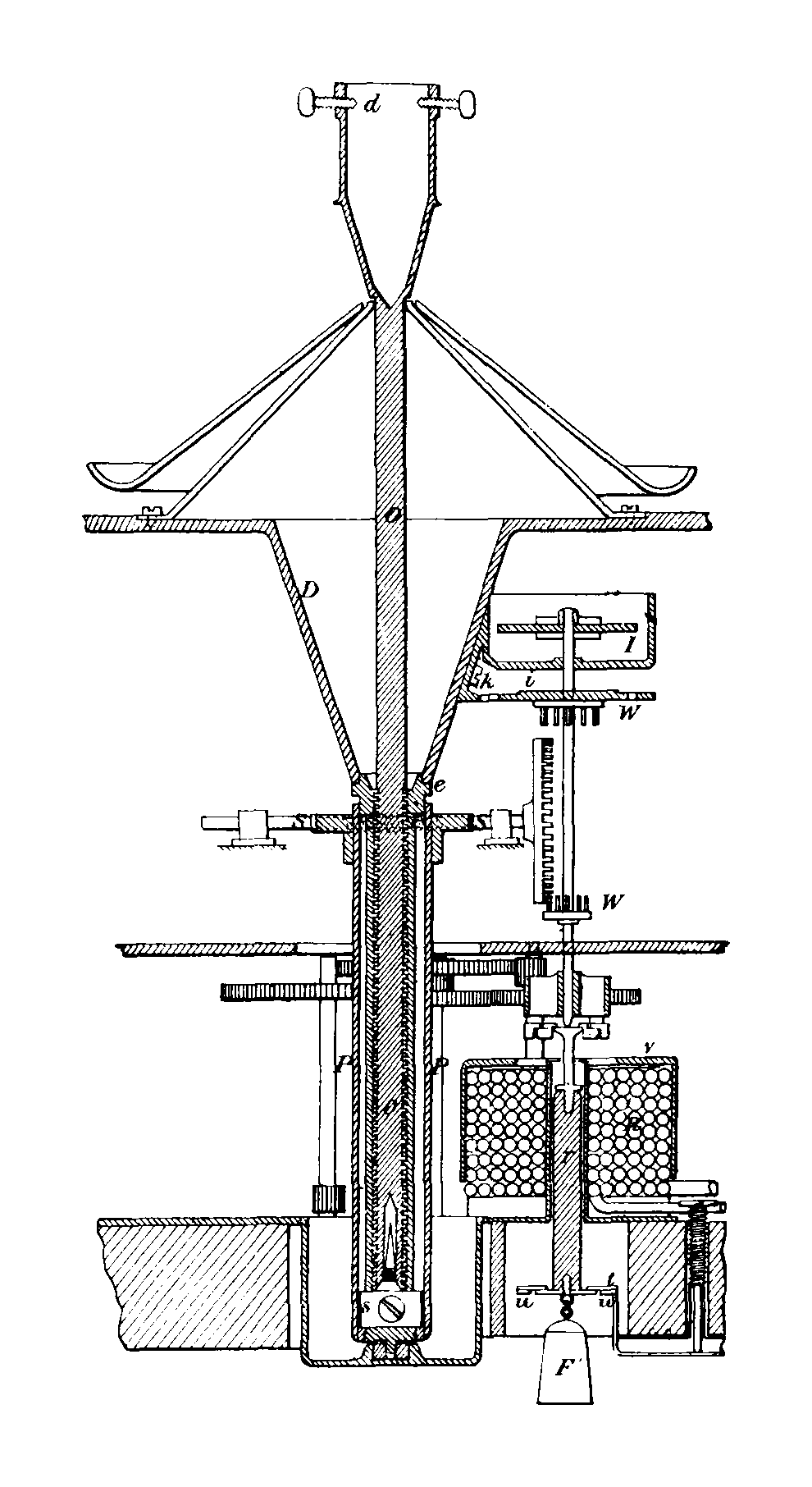
Llum d'arc autorregulador proposada per William Edwards Staite i William Petrie el 1847

En ús popular, el terme llum d'arc significa només làmpada d'arc de carboni. En una làmpada d'arc de carboni, els elèctrodes són barres de carboni a l'aire lliure. Per encendre la làmpada, les varetes es toquen, permetent així que un voltatge relativament baix xoqui contra l'arc. Les barres se separen lentament i el corrent elèctric s'escalfa i manté un arc a través de la bretxa. Les puntes de les varetes de carboni s'escalfen i el carboni es vaporitza. El vapor de carboni de l'arc és altament lluminós, que és el que produeix la llum brillant. Les varetes es cremen lentament durant el seu ús i cal ajustar la distància entre elles regularment per mantenir l'arc.
Es van inventar molts mecanismes enginyosos per fer efectiva la distància de forma automàtica, principalment basada en solenoides. En una de les formes més senzilles de regulació mecànica (que aviat va ser substituïda per dispositius d'acció més fluida), els elèctrodes es munten verticalment. El corrent que subministra l'arc es fa en sèrie mitjançant un solenoide unit a l'elèctrode superior. Si es toquen els punts dels elèctrodes (com en l'encesa), la resistència disminueix, el corrent augmenta i l'atracció augmentada del solenoide separa els punts. Si l'arc comença a fallar, el corrent cau i els punts es tanquen de nou.
L' espelma Yablochkov és una senzilla làmpada d'arc sense regulador, però té els inconvenients que l'arc no es pot reiniciar (ús únic) i que té una vida útil limitada d'unes poques hores.

## Història
Humphry Davy va demostrar per primera vegada el concepte d'il·luminació d'arc de carboni a principis del segle xix, però les fonts no estan d'acord amb el primer any que ho va demostrar (1802, 1805, 1807 o 1809). Davy va utilitzar pals de carbó i una bateria de dues mil cèl·lules per crear un arc a través d'una bretxa de 4 polzades (100 mm). Va muntar els seus elèctrodes horitzontalment i va assenyalar que, a causa del fort flux de convecció de l'aire, l'arc va formar la forma d'un arc. Va encunyar el terme "arch lamp", que es va reduir a "arc lamp" quan els dispositius van entrar en ús comú.
A finals del segle xix, la il·luminació d'arc elèctric va ser d'ús general per a l'enllumenat públic. La tendència dels arcs elèctrics a parpellejar i xiular va ser un problema important. El 1895, Hertha Ayrton va escriure una sèrie d'articles per a The Electrician, explicant que aquests fenòmens eren el resultat de l'oxigen que entrava en contacte amb les varetes de carboni utilitzades per crear l'arc. El 1899, va ser la primera dona que va llegir el seu propi treball abans de la Institució d'Enginyers Elèctrics (IEE). El seu paper era "The Hissing of the Electric Arc".
La làmpada arc va donar un dels primers usos comercials per a l'electricitat, un fenomen prèviament limitat a experimentar; el telègraf i l'entreteniment.

### Il·luminació d'arc de carboni als EUA
Als Estats Units, es van produir intents de produir làmpades d'arc comercialment a partir del 1850, però la manca d'un subministrament elèctric constant va frenar els esforços. D'aquesta manera els enginyers elèctrics van començar a centrar-se en el problema de millorar la dinamo Faraday. Diverses persones van millorar el concepte, entre ells William Edwards Staite i Charles F. Brush. No va ser fins a la dècada de 1870 que es van començar a veure amb més freqüència llums com l'espelma de Yablochkov. El 1877, l'Institut Franklin va realitzar una prova comparativa de sistemes de dinamo. La que va desenvolupar Brush va ser la que va funcionar millor, i Brush va aplicar immediatament la seva dinamo millorada a la il·luminació d'arc en una primera aplicació que va ser a la plaça pública a Cleveland, Ohio, el 29 d'abril de 1879. El 1880, Brush va establir la Brush Electric Company .
La llum dura i brillant es va trobar més adequada per a zones públiques, com la plaça pública de Cleveland, ja que era al voltant de 200 vegades més potent que les làmpades de filament contemporànies.
L'ús de les llums d'arc elèctric de Brush es va estendre ràpidament. Scientific American va informar el 1881 que el sistema s'estava utilitzant a: 800 llums en laminadors, obres d'acer, botigues, 1240 llums en fàbriques de llana, cotó, lli, seda i altres fàbriques, 425 llums en grans botigues, hotels, esglésies, 250 llums en parcs, molls i estacions d'estiu, 275 llums en dipòsits i botigues de ferrocarrils, 130 llums en mines, obres de fosa, 380 llums en fàbriques i establiments de diversos tipus, 1.500 llums en estacions d'il·luminació, per a l'enllumenat de la ciutat, 1.200. llums a Anglaterra i altres països estrangers. En total, es van vendre més de 6.000 llums.
Es van produir tres avenços importants a la dècada de 1880: František Křižík va inventar el 1880 un mecanisme per permetre l'ajustament automàtic dels elèctrodes. Els arcs es tancaven en un petit tub per retardar el consum de carboni (augmentant la vida útil fins a unes 100 hores). Es van introduir làmpades d'arc de flama on les varetes de carboni tenien sals metàl·liques (generalment magnesi, estronci, bari o fluorurs de calci) afegides per augmentar la producció de llum i produir diferents colors.
Als EUA, la protecció de patents dels sistemes d'il·luminació d'arcs i les dinamos millorades va ser difícil i, per tant, la indústria d'il·luminació amb arc es va convertir en una alta competència. La principal competició de Brush va ser de l'equip d'Elihu Thomson i Edwin J. Houston. Aquests dos havien format la American Electric Corporation el 1880, que aviat va ser comprada per Charles A. Coffin, traslladada a Lynn, Massachusetts i va canviar el nom a Thomson-Houston Electric Company. Tot i això, Thomson va romandre com al principal geni inventiu de l'empresa que patentà millores en el sistema d'il·luminació. Sota el lideratge del fiscal Frederick P. Fish, la companyia va protegir els seus nous drets de patent. La direcció de Coffin també va dirigir la companyia cap a una agressiva política de compres i fusions amb competidors. Ambdues estratègies van reduir la competència en la indústria de fabricació d'enllumenat elèctric. Cap al 1890, l'empresa Thomson-Houston era la companyia de fabricació elèctrica dominant als Estats Units
Nikola Tesla va rebre la patent nord-americana 447920, "Mètode d'operació amb làmpades d'arc" (10 de març de 1891), que descriu un alternador de 10.000 cicles per segon fet per a suprimir el desagradable so dels harmònics de potència-freqüència produïts per làmpades d'arc que operen en freqüències dins del rang de l'audiència humana.
Al voltant del final del segle, els sistemes d'il·luminació d'arc estaven en decadència, però Thomson-Houston va controlar les patents claus dels sistemes d'il·luminació urbana. Aquest control va frenar l'expansió dels sistemes d'il·luminació incandescents desenvolupats per l'Edison General Electric Company de Thomas Edison. Per contra, el control d'Edison de la distribució de corrent directe i la generació de patents de maquinària va bloquejar l'expansió de Thomson-Houston. El traçat a l'expansió es va eliminar quan les dues empreses es van fusionar el 1892 per formar la General Electric Company.
El 1915, Elmer Ambrose Sperry va començar a fabricar la seva invenció d'un focus de cerca d'arc de carboni d'alta intensitat. Es van fer servir en vaixells de guerra de totes les armades durant el segle XX per a senyalitzar i il·luminar enemics. Als anys vint, les làmpades d'arc de carboni es van vendre com a productes sanitaris familiars, un substitut de la llum natural.
Les làmpades d'arc van ser substituïdes per làmpades de filament en la majoria de rols, quedant només en algunes aplicacions mínimes com la projecció de cinema, els focus de seguiment i els focus de cerca. Fins i tot en aquestes aplicacions, les làmpades d'arc de carboni convencionals van ser empeses per les làmpades d'arc de xenó a l'obsolència, però encara es fabricaven com a focus almenys fins a 1982, i encara es fabriquen amb almenys un propòsit: simular la llum del sol en màquines "d'envelliment accelerat" destinades a estimar la rapidesa amb què es pot degradar un material per exposició ambiental.

### Il·luminació d'arc en els primers estudis cinematogràfics de Hollywood[17]
Les làmpades d’arc, tot i ser menys eficients i més difícils de controlar que les làmpades de vapor de mercuri, permetien un estil d’il·luminació capaç de desenvolupar funcions narratives, ja que semblava que provenia d’una font dins l'escena. No obstant, aquestes s'utilitzaven en conjunt amb altres dispositius d’il·luminació com els anteriorment esmentats.
La seva lluminositat en una àrea petita era superior a la de les làmpades de vapor de mercuri i la pel·lícula ortocromàtica era igual de sensible a la seva llum blanca blavosa que a la llum de la làmpada de vapor de mercuri.
El primer tipus de làmpada d’arc més comú en un estudi va ser l’arc tancat, el qual estava penjat sobre els decorats i complementat per làmpades de vapor de mercuri sobre suports o per projectors laterals d’arc obert sobre suports. No va ser fins a la segona dècada del segle XX que els estudis incorporarien una innovació pel que fa a la il·luminació d’aquestes: làmpades d’arc candent. Aquesta innovació de 1898 consistia en barrejar sals químiques amb carbó per tal de controlar l'espectre de la llum produïda. El resultat va ser una llum de gran intensitat de llarga durada - ja que el carbó es cremava lentament- i altament sensible al cel·luloide ortocromàtic. La seva finalitat durant aquesta dècada va ser proporcionar una il·luminació general addicional, a més del control direccional per crear aquests efectes ocassionals.
El gran desenvolupament d’aquestes làmpades va arribar a principis de 1918, com a resultat de la Primera Guerra Mundial, amb les làmpades d’arc voltaic d’alta intensitat, també anomenades arcs de llum solar, ja que proporciona una intensitat com la de la llum solar. Per promocionar-les i explicar els seus avantatges, la indústria va crear institucions com ara Transactions of the Society of Motion Pictures Engineers i American Cinematographer. Aquesta tecnologia va permetre als realitzadors rodar de nit en exteriors o en grans estudis obscurs.
Aquestes eren molt flexibles gràcies als seus accessoris: un mirall parabòlic (podia intensificar la llum en un punt), un obturador de diafragma (permet reduir la llum a un punt sense una lent d’enfocament), una lent de cristall translúcid (permetia aconseguir una il·luminació més suau i difusa amb una gran potència lumínica) i una lent de cristall transparent (evita la irritació ulls-Kliegl produïda pels rajos ultraviolats).